# Corriere della Sera
A Corriere della Sera (magyarul: Esti Kurír) olaszországi történelmi jelentőségű napilap, melyet 1876-ban Milánóban  alapítottak. Olaszország legnagyobb példányszámban terjesztett és legolvasottabb napilapja.

## Története
Az újságot 1876-ban alapította Eugenio Torrelli Viollier politikus. Az újság székháza Milánóban a Galeria Vittorio Emmanuele II-ben volt. Az 1910-es és 1920-as évek idején vált országos napilappá Luigi Albertini vezetése alatt. A Corriere della Sera volt az első újság, amely képregényt jelentetett meg a Corriere dei Piccoli ("Kicsik Kúrirja") című rovatban. Az újságot sokan "Via Solferinoi újságnak" nevezték, ugyanis itt helyezkedett el a napilap székháza. Ahogy a neve is jelzi, eredetileg esténként jelentek meg a legújabb számok.
A lap a fasizmus alatt megalapította a Mussolini-díjat, amit többek között Ada Negri írónak ítéltek. A fasizmus bukása után 1945-ben a főszerkesztő az antifasiszta Mario Borsa lett, akit 1946-ban menesztettek és helyébe a szélsőjobboldali Guglielmo Emanuel újságíró került, ő 1952-ig maradt a lap élén. A napilap tulajdonosa a Crespi család volt, az 1960-as években az Rizzoli kiadó vett részesedét a napilapból, amivel felkerült a milánói értéktőzsdére a lap. A lap főrészvényese lett ezután a Mediobanca, a FIAT és néhány jelentős olasz ipari és pénzügyi vállalkozói csoport. A lap főrészvényese 1974-ben az RCS Media Group lett.
Az 1980-as évek elején Alberto Cavallari volt a főszerkesztő, amikor kirobbant a P2-botrány. Ebben a botrányban egy szabadkőműves társaság lepleződött le. Az újság érintett volt a botrányban, mert Franco Di Bella az újság egyik szerkesztője és Angelo Rizzoli egykori tulajdonos is benne volt a társaságban.
1988-ban az újság 700 000 példányban jelent meg, ezzel az ország második legolvasottabb napilapja volt.
Az újságot Silvio Berlusconi miniszterelnöksége alatt kormánykritikusnak tartották.

## Politikai irányzata
Az újság az 1950-es években konzervatív, antikommunista hangvételű volt. Eredetileg az észak-olasz iparvállalkozói rétegnek később pedig az olasz közép- és felső középosztály napilapja volt. 1965-től a lap liberális szellemiségűvé vált, de a balközép pártokkal kritikus hangvételű volt.
A Tangentopoli-ügyben az újság semleges álláspontot képviselt.

## Külső hivatkozások
- Honlap (olaszul)